# Chrioloba plumbeola
Chrioloba plumbeola är en fjärilsart som beskrevs av Louis Beethoven Prout 1936. Chrioloba plumbeola ingår i släktet Chrioloba och familjen mätare. Inga underarter finns listade i Catalogue of Life.